# Trimpot

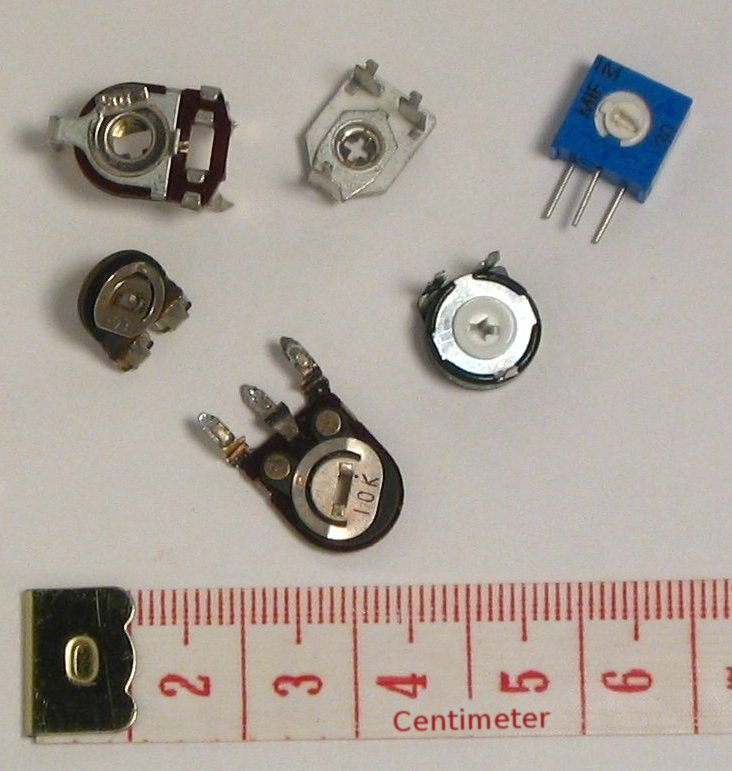
potenciômetro trimpot ou trimmer

Um trimpot, do inglês trimmer potentiometer, é um potenciômetro miniatura ajustável. Ele é ajustado quando instalado em algum dispositivo, e normalmente fica em local que o usuário não o veja, de modo que eventuais ajustes somente sejam feitos por técnicos. Eles são comuns em circuitos de precisão como componentes de áudio ou vídeo, e podem necessitar de ajustes quando o aparelho é consertado. Diferentemente de outros controles variáveis, os trimpots são montados diretamente na placa de circuitos, ajustados por uma pequena chave e projetado para uma pequena quantidade de ajustes em sua vida útil.
Em alguns circuitos é necessário um valor especifico que fica difícil conseguir com um resistor comum devido a alta tolerância, portanto usa-se Trimpot.